# ماریو رلمی
ماریو رلمی (انگلیسی: Mario Relmy؛ زادهٔ ۷ مهٔ ۱۹۶۰) بازیکن سابق و مربی فوتبال اهل فرانسه است.
از باشگاه‌هایی که در آن بازی کرده‌است می‌توان به باشگاه فوتبال دیژون، باشگاه فوتبال رن، باشگاه فوتبال بوردو، و باشگاه فوتبال متس اشاره کرد.